# Good Burger
Good Burger (bra: A Guerra do Hambúrguer) é uma comédia cinematográfica estadunidense de 1997 produzida pela Nickelodeon Movies, dirigida por Brian Robbins e estrelando Kenan Thompson e Kel Mitchell, ao lado de Sinbad, Shar Jackson, Abe Vigoda e Jan Schweiterman. O filme também conta com Carmen Electra, Shaquille O'Neal e George Clinton realizando participações especiais; Good Burger também marcou a estreia de Linda Cardellini no cinema.
O filme é baseado em uma esquete produzida pelo programa de TV All That da Nickelodeon, sendo coproduzido pela Tollin/Robbins Productions. Após ser rodado de março a abril de 1997, foi lançado em 25 de julho do mesmo ano pela Paramount Pictures nos Estados Unidos.
Durante seu lançamento, o filme recebeu resenhas mistas dos críticos, mas se tornou um sucesso comercial, arrecadando US$ 23,7 milhões contra um orçamento de US$ 8,5 milhões. Desde então, Good Burger conquistou o status de cult, principalmente entre a geração do milênio, que cresceu assistindo o filme em reprises na televisão. Uma sequência, intitulada Good Burger 2, está programada para ser lançada em 2023 no Paramount+.

## Enredo
Ed é o caixa no restaurante de fast-food Good Burger. É obcecado pelo seu trabalho, e por isso, nunca tira seu uniforme, nem mesmo no chuveiro ou quando sonha com hambúrgueres falando com ele. Dexter Reed é um adolescente preguiçoso que dirige o carro Nissan 300ZX da sua mãe enquanto ela está em uma viagem de negócios, mesmo não tendo licença. Enquanto Ed está fazendo uma entrega de patins, quase bate no carro de Dexter, que causa um acidente entre ele e seu professor. Seu professor lhe dá o valor total do prejuízo, de forma que sua mãe não descubra nada, mas por ser muito alto, resolve trabalhar durante o verão.
Dexter começa a trabalhar no Mondo Burger, uma filial de uma rede de hambúrgueres que quer colocar o rival Good Burger fora dos negócios quando abrir. Todavia, é despedido quando seu patrão Kurt ouve o funcionário debochar dele. Vai para o outro lado da rua, onde está o Good Burger, para comer à vontade até descontar toda sua raiva e mágoa. Ed, que Dexter acha familiar, mas não consegue identificar que foi o culpado de seu acidente, oferece-lhe um emprego no restaurante.
Pouco depois de Dexter começar a trabalhar no Good Burger, o seu rival é inaugurado e toma quase todos os clientes do restaurante, parecendo que este terá que fechar as portas. Após ver Ed de patins, Dexter o reconhece e diz que nunca mais quer tê-lo ao lado. No dia seguinte, acidentalmente Dexter experimenta o molho de Ed, e por ser delicioso, dá a ideia de colocá-lo nos hambúrgueres para o gerente Sr. Bailey. Rapidamente, o Good Burger ganha todos os clientes de volta e muitos outros devido ao molho. Ed ganha um dinheiro extra, mas Dexter tira vantagem do amigo, fazendo-o assinar um contrato onde ele fica com apenas 20% do total, e assim, poderá pagar a dívida do acidente.
Kurt, o dono do Mondo Burger, diz a Ed que lhe pagará o dobro de seu salário se vier trabalhar no Mondo Burger. Ele não aceita, pois dedica sua vida ao Good Burger. Em seguida, Kurt contrata uma mulher sexy, Roxanne, com o objetivo de seduzir Ed e fazê-lo contar os ingredientes do molho. Ela aparece no Good Burger e convida a vítima para um encontro, onde também vão Monique e Dexter. Durante o jantar, Dexter percebe o plano de Roxanne, e tenta alertar Ed. Os casais estão juntos, quando Dexter e Monique saem e Roxanne tenta beijar Ed, que vira o rosto e ela cai, ficando ferida. Assim, a mulher desiste do Mondo Burger também.
No dia seguinte, Monique descobre o plano de Dexter para ganhar a maior parte do salário de Ed, e por isso, brigam. Se sentindo culpado, Dexter resolve contar o plano para Ed, mas é interrompido quando seu amigo percebe que há algo estranho com o hambúrguer do Mondo Burger. Então, se disfarçam e vão para a rival, onde descobrem que os funcionários adicionavam um ácido ilegal para fazer o hambúrguer crescer. Kurt descobre que eles estão lá, e os mandam para um hospício.
Otis, um antigo funcionário do Good Burger, vê Kurt e dois empregados dele colocando veneno no molho de Ed, e Kurt também manda-o para o hospício. Lá, encontra Ed e Dexter e alerta sobre o molho, e eles arranjam uma maneira de distrair os guardas. Saltam de uma janela e fogem em um caminhão de sorvete para impedir que alguém comesse o molho e ficasse envenenado. Chegam a tempo de impedir que uma idosa coma  o molho, e após isso, Ed e dexter correm para o Mondo Burger para provar que o Mondo Burger usa ácidos ilegais. Ed derrama muitos ácidos na carne, fazendo com que eles explodissem. A polícia chega e prende Kurt, ao constatar os ácidos no local. Em seguida, Ed explica porque derrubou os ácidos propositalmente e finaliza dizendo "Eu não sou burro", embora passe essa impressão durante todo o filme. Dexter rasga o contrato, e ambos voltam para o Good Burger, onde Ed é recebido como um heroi. Os seus colegas de trabalho pedem-lhe que faça um discurso, e ele acaba o filme com seu bordão: "Bem-vindo ao Good Burger, a casa do hambúrguer. Posso anotar seu pedido?"

## Elenco
- Kel Mitchell como Ed, o cobrador do caixa de Good Burger.
- Kenan Thompson como Dexter Reed, um estudante do ensino médio que deseja folga durante suas férias de verão.
- Abe Vigoda como Otis, um idoso empregado de Good Burger que cozinha as batatas fritas.
- Jan Schweiterman como Kurt Bozwell, o C.E.O. e dono de restaurante de Mondo Burger, que vai fazer o que puder para a sua cadeia alimentar ser a número um.
- Sinbad como Sr. Wheat, um professor que exige dinheiro de Dexter por danos do carro.
- Shar Jackson como Monique, uma boa empregada da Good Burger que repreende Dexter para a utilização de credulidade de Ed para roubar a maior parte do dinheiro, mas eventualmente se torna sua namorada.
- Dan Schneider como Sr. Baily, o proprietário e gerente da Good Burger.
- Ron Lester como Spatch, o cozinheiro chefe de fritura de Good Burger.
- Lori Beth Denberg como Connie Muldoon, uma cliente cujas ordens extremamente complexas são muito difíceis para Ed memorizar.
- Josh Server como Fizz, o drive-thru funcionário da Good Burger.
- Ginny Schreiber como Deedee, uma das duas funcionárias no Good Burger e uma vegetariana.
- Linda Cardellini como Heather, uma garota louca em demente Hills que tem sentimentos por Ed.
- Shaquille O'Neal como ele mesmo.
- George Clinton como Louco dançarino, paciente do Demented Hills.
- Robert Wuhl como um cliente irritado.
- Carmen Electra como Roxanne, uma cúmplice de Kurt, que tenta, mas não consegue, seduzir Ed em contar a sua receita de molho secreto.
- Marques Houston como Jake.
- J. August Richards como Griffen, um dos braços direitos de Kurt.
- Hamilton Von Watts como Troy, outro o braço direito de Kurt
- Wendy Worthington como a enfermeira de Demented Hills.

## Produção

### Filmagens
A maioria das cenas do filme foram filmadas ao longo da Avenida S Glendora, em West Covina, Califórnia. O edifício conhecido como "Good Burger" no filme foi filmado em um restaurante conhecido atualmente como "Manny El Loco" Avenida 437 Glendora, West Covina, CA. Enquanto isso, Mondo Burger foi localizado em frente ao centro comercial Samantha Pátio, com detalhes extra adicionados à fachada para o filme.

### Trilha sonora
A trilha sonora contém hip hop, R&B e rock e foi lançado em 15 de julho de 1997 pela Capitol Records. Alcançou a posição 101 na Billboard 200 e 65 no Billboard R&B/Hip-Hop Albums.

## Lançamento

### Bilheteria
O filme arrecadou mais de US$ 23 milhões nas bilheterias dos Estados Unidos, contra um orçamento de produção de US$ 8,5 milhões, se tornando um modesto sucesso comercial.

### Resposta da crítica
O Rotten Tomatoes dá ao filme uma classificação de 31% de aprovação com base em comentários de 26 críticos; seu consenso crítico diz: "Good Burger pode agradar aos fãs assíduos da série de TV da Nickelodeon dos anos 1990 que levou Kenan e Kel ao estrelato, mas para todos os outros espectadores, provavelmente será uma comédia que não é satisfatoriamente rara nem bem feita". A maioria das críticas positivas vieram das interpretações de Kel Mitchell e Kenan Thompson. No Metacritic, o filme tem uma pontuação 41/100 com base em 17 críticas, indicando "críticas mistas ou médias".
Lisa Alspector do jornal Chicago Reader deu ao filme uma crítica negativa, e escreveu: "A noção recebida que as crianças querem que seus filmes sejam rápidos e precisos é pouco evidenciada nesta comédia de 1997, uma aventura suburbana laboriosamente lenta em que um verão de lazer adolescente desliza por entre os dedos quando ele tem que obter uma experiência de um trabalho que prova quase fatais por causa da concorrência acirrada entre duas lanchonetes". Andy Seiler do USA Today deu ao filme uma pontuação de 2/4, dizendo que "Good Burger não é muito bem feito, mas tem energia".
Leonard Klady da revista Variety gostou do filme e escreveu: "A carne do filme é definitivamente aprovada cinematograficamente, e perfeita se você gosta deste tipo de entretenimento". O crítico de cinema Roger Ebert, do jornal Chicago Sun-Times deu ao filme duas estrelas de quatro, escrevendo: "Não fez muito por mim, mas estou preparado para prever que seu público-alvo vai se divertir com ele".
Análises mais recentes após o seu lançamento original nos cinemas descreveram que a popularidade de Good Burger aumentou consideravelmente; Nathan Rabin disse em 2015 que o filme "obviamente se conectou com muitas crianças na época de seu lançamento e se mantém surpreendentemente bem dezoito anos depois". Courtney Eckerle disse: "A geração dos anos 90 nunca esquecerá [este filme deliciosamente terrível]" e Tara Aquino, do Mental Floss, chamou-o de "um sucesso cult bobo que é indelevelmente uma parte da Geração Y".